# Хониара
Хониа́ра (англ. Honiara) — столица и главный порт государства Соломоновы Острова. В административном отношении территория города выделена в отдельную Столичную территорию государства со статусом провинции. В то же время Хониара остаётся административным центром провинции Гуадалканал. По состоянию на 2021 год его население составляло 92 344 человека.  Город обслуживается международным аэропортом Хониара.
Район аэропорта к востоку от Хониары был местом сражения между Соединенными Штатами и японцами во время битвы за Гуадалканал во время Второй мировой войны и битвы за Хендерсон-Филд в 1942 году, из которых Америка вышла победительницей. После того, как Хониара стала новым административным центром протектората Британских Соломоновых островов в 1952 году с добавлением множества административных зданий, город начал развиваться и увеличиваться в численности населения. С конца 1990-х годов Хониара пережила бурный период этнического насилия и политической нестабильности и уличных беспорядков.
В Хониаре находится большинство крупных правительственных зданий и учреждений Соломоновых островов. Парламент, колледж высшего образования, Вудфордская интернациональная школа и Университет Южно-Тихоокеанских Соломоновых островов, национальный музей и рынок расположены в Хониаре.
Политически Хониара разделена на три парламентских округа, в которых избираются три из 50 членов Национального парламента. Эти избирательные округа, Восточная Хониара, Центральная Хониара и Западная Хониара, являются тремя из всего лишь шести избирательных округов в стране с электоратом более 10 000 человек.

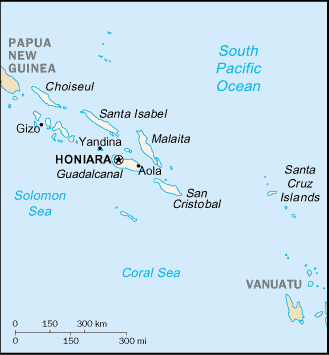
Город на карте Соломоновых Островов

## Этноним
Название Хониара происходит от nagho ni ara, что примерно переводится как «место восточного ветра» или «лицом к юго-восточному ветру» на одном из языков Гуадалканала. Город не был подробно задокументирован, и о нем существует мало подробного материала.

## История
Соломоновы острова были открыты испанским мореплавателем Альваро де Менданья де Нейра в XVI веке. Его экспедиция высадилась на острове Гуадалканал, на территории, которую в настоящее время занимает Хониара. В 1885 году острова попали под управление Германии, а в конце XIX века перешли во владение Великобритании.

### Вторая Мировая война
В 1941 году почти весь архипелаг был оккупирован Японией.
В 1942 году произошла битва за Хендерсон-Филд — последнее из трёх крупных наземных наступлений, проведённых японцами во время Гуадалканальской кампании Второй мировой войны. Сражения проходили в месте, которое сейчас является районом аэропорта, примерно в 11 километрах к востоку от центра города. Во время битвы силы морской пехоты и армии США под общим командованием генерал-майора Александера Вандегрифта отбили атаку японской 17-й армии под командованием японского генерал-лейтенанта Харукити Хякутакэ. Американские войска защищали периметр реки Лунга, который охранял Хендерсон-Филд на Гуадалканале, захваченный у японцев союзниками при высадке на Гуадалканале 7 августа 1942 года. Силы Хякутакэ были отправлены на Гуадалканал в ответ на высадку союзников с миссией отвоевать аэродром и изгнать союзные войска с острова. Японцы высадились с 3 500 солдатами, но вскоре силы выросли до более чем 20 000 человек, что примерно равно 23 000 американцев; каждая сторона имела около 13 000 военнослужащих.
С вершины горы Остин на высоте 410 метров открывается панорамный вид на северные прибрежные равнины, острова Саво и Флорида, а также на поля сражений Второй мировой войны. Японцы удерживали эту вершину во второй половине 1942 года и вели артиллерийский огонь по американским войскам на аэродроме Хендерсон на позициях ниже. В конце концов вершина была захвачена, но японцы около месяца удерживали отдельные хребты. Большинство японцев умерло от голода, банзай-атак или прямых убийств.
Солдаты Хякутакэ в течение трёх дней провели несколько штурмов в различных местах по периметру Лунги. Вдоль реки Матаникау, главной реки, протекающей через нынешнюю центральную часть Хониары, танки парами атаковали через песчаную отмель в устье реки под артиллерийским огнём. Артиллерия, в том числе 37-мм противотанковые орудия, быстро уничтожила все танки. В то же время четыре артиллерийских дивизиона морской пехоты, в общей сложности 40 гаубиц, произвели более 6000 выстрелов в район между мысом Крус и Матаникау, нанеся тяжёлые потери пехотным батальонам Номасу Накагумы, когда они пытались приблизиться к позициям морской пехоты. Обе стороны понесли тяжёлые потери в ходе общего сражения, особенно атакующие японские силы. После неудачной попытки доставить дополнительные подкрепления во время морского сражения за Гуадалканал в ноябре 1942 года Япония признала поражение в борьбе за остров и к первой неделе февраля 1943 года эвакуировала большую часть своих оставшихся сил. Построенный американцами Квонсетский ангар до сих пор можно увидеть на задворках города, а несколько мемориалов свидетельствуют о войне.

### Послевоенное развитие
После окончания Второй мировой войны бывший военный аэропорт Хендерсон-Филд, находящийся в 8 километрах от столицы, был преобразован в коммерческий, позже стал международным аэропортом Хониары.
Хониара официально стала столицей Британского протектората Соломоновых островов в 1952 году. Инфраструктура была хорошо развита США во время войны, что продиктовало решение британского правительства перенести столицу в Хониару. Правительственные здания открылись в Хониаре с начала января 1952 года. Сэр Роберт Стэнли базировался в Хониаре в бытность Верховным комиссаром по Западной части Тихого океана, которая включала Британские Соломоновы острова, кондоминиум Новые Гебриды (ныне Вануату) и колонию островов Гилберта и Эллис (ныне Кирибати и Тувалу). Доктор Маку Салато прибыл в Хониару в начале августа 1954 года и обосновался в городе, проводя обследования по всем островам и исследуя проказу. Он отбыл и вернулся на Фиджи в конце марта 1955 года.
Город вырос после того, как Хониара стала столицей, получив две трети ассигнований, выделенных на экономическое развитие страны в 1960-х и 1970-х годах, что привело к значительному развитию инфраструктуры. Рост населения был очень медленным, и только около 5% жителей Соломоновых островов проживали в городе. Как и Тулаги, город существенно не вырос в результате индустриализации. Как говорит Тревор Софилд: «Магазины и предприятия в этих центрах обслуживали нужды правительственных чиновников и иностранных бизнесменов, плантаторов и торговцев. Хониара, как и многие другие бывшие колониальные города, до сих пор гораздо больше отражает политическую, экономическую и культурную структуру своего бывшего столичного наставника, чем национальные черты общества Соломоновых Островов».
Однако население беллонцев значительно увеличилось; они построили постоянные и полупостоянные дома в окрестностях Хониары, как правило, на берегах Белой реки. Город пострадал от креолизации. В 1960-х годах пиджин стал его основным языком и родным языком целого поколения новых городских взрослых и детей. Через Хониару язык распространился и с тех пор стал основным языком, на котором говорят на островах.
7 июля 1978 года Соломоновы Острова обрели право на самоуправление, и Хониара получила статус столицы.
19 апреля и 27 июня 1991 года между правительствами Соединенных Штатов и Соломоновых Островов в Хониаре и Вашингтоне, округ Колумбия, были подписаны Международное соглашение и правила в отношении экспресс-почты, которые вступили в силу 1 августа 1991 года. 6 ноября 1998 года в Хониаре было подписано мирное соглашение между правительствами Соединенных Штатов и Соломоновых Островов.

### Конфликт
С конца 1990-х годов Хониара стала центром этнического насилия и политических беспорядков в стране. Район вокруг Хониары был полем битвы соперничающих группировок во время беспорядков в результате доминирования малаитян, которые были чужаками, и местных жителей островов Гуадалканал. В июне 2000 года была попытка государственного переворота, что привело к ожесточённым столкновениям на этнической почве в стране и в столице в частности.Хотя в октябре 2000 года было заключено мирное соглашение, в марте 2002 года на улицах города были убиты два дипломата из Новой Зеландии и ещё несколько человек.  В июле 2003 года условия в Хониаре стали настолько плохими, что правительство Соломоновых островов пригласило в страну Региональную миссию помощи Соломоновым островам (RAMSI), состоящую из нескольких тихоокеанских стран под руководством Австралии, чтобы восстановить порядок, усилить безопасность, восстановить разрушенный город и защитить его разрушенные экономические, политические и правовые институты. В 2006 году после избрания Рини Снайдера премьер-министром вспыхнули беспорядки, разрушившие часть китайского квартала и лишившие крова более 1000 жителей Китая; крупный отель-казино Pacific также был полностью разрушен. Беспорядки опустошили город, и туризм в городе и на островах сильно пострадал. Три члена национального парламента были арестованы во время или в результате беспорядков. Премьер-министру был вынесен вотум недоверия. После его отставки в мае 2006 года была сформирована пятипартийная Великая коалиция за изменения правительства с Манассией Согаваре в качестве премьер-министра, которая подавляла беспорядки и руководила правительством. Армейская часть РАМСИ была ликвидирована, и началась перестройка.
В 2021 году в Хониаре произошли массовые беспорядки; здание парламента Соломоновых островов подверглось нападению, а китайский квартал вновь был разграблен и сожжён.

## География и климат
Хониара расположена на северо-западном побережье острова Гуадалканал, в его восточной части и включает в себя морским портом Пойнт-Крус. К западу от центра города находятся пригороды Уайт-Ривер и Танахай. Площадь города 22 км².  В черте города протекает река Манатикау, впадающая в Соломоново море.
Климат в городе экваториальный (Af по классификации климатов Кёппена), жаркий и влажный. Температура в течение года практически неизменна и держится у отметки +26-27 градусов Цельсия. 1 февраля 2010 г. в Хониаре была зафиксирована температура 36,1 °C, что является самой высокой температурой, когда-либо зарегистрированной на Соломоновых островах. Жаркий и влажный сезон длится с января по апрель, когда на Соломоновых островах господствуют северо-западные муссоны. С апреля по ноябрь стоит сравнительно сухая и прохладная погода, обусловленная юго-восточными пассатами. Осадков выпадает около 2250 мм в год. Естественная растительность представлена главным образом густыми тропическими лесами и саванами.
| Показатель                            | Янв.  | Фев.  | Март  | Апр.  | Май   | Июнь  | Июль  | Авг.  | Сен.  | Окт.  | Нояб. | Дек.  | Год    |
| ------------------------------------- | ----- | ----- | ----- | ----- | ----- | ----- | ----- | ----- | ----- | ----- | ----- | ----- | ------ |
| Абсолютный максимум, °C               | 33,9  | 36,1  | 33,9  | 33,4  | 33,6  | 32,8  | 33,3  | 33,5  | 33,4  | 33,3  | 33,4  | 34,8  | 34,8   |
| Средний суточный максимум, °C         | 30,7  | 30,5  | 30,2  | 30,5  | 30,7  | 30,4  | 30,1  | 30,4  | 30,6  | 30,7  | 30,7  | 30,5  | 30,5   |
| Средняя температура, °C               | 26,7  | 26,6  | 26,6  | 26,5  | 26,6  | 26,4  | 26,1  | 26,2  | 26,5  | 26,5  | 26,7  | 26,8  | 26,5   |
| Средний суточный минимум, °C          | 23,0  | 23,0  | 23,0  | 22,9  | 22,8  | 22,5  | 22,2  | 22,1  | 22,3  | 22,5  | 22,7  | 23,0  | 22,7   |
| Абсолютный минимум, °C                | 20,2  | 20,7  | 20,7  | 20,1  | 20,5  | 19,4  | 18,7  | 18,8  | 18,3  | 17,6  | 17,8  | 20,5  | 17,6   |
| Среднее число солнечных часов в день  | 6,0   | 5,5   | 6,4   | 6,4   | 6,8   | 6,6   | 6,0   | 6,6   | 6,4   | 7,3   | 7,2   | 5,3   | 6,4    |
| Среднее число солнечных часов в месяц | 186,0 | 155,4 | 198,4 | 192,0 | 210,8 | 198,0 | 186,0 | 204,6 | 192,0 | 226,3 | 216,0 | 164,3 | 2329,8 |
| Среднее число дней с осадками         | 19    | 19    | 23    | 18    | 15    | 13    | 15    | 13    | 13    | 16    | 15    | 18    | 197    |
| Норма осадков, мм                     | 277   | 287   | 362   | 214   | 141   | 97    | 100   | 92    | 95    | 154   | 141   | 217   | 2177   |
| Средняя влажность, %                  | 80    | 81    | 81    | 80    | 80    | 79    | 75    | 73    | 73    | 75    | 76    | 77    | 78     |
| Источник: Deutscher Wetterdienst      |       |       |       |       |       |       |       |       |       |       |       |       |        |

## Население, язык, вероисповедание
По данным переписи населения 2021 года, население Хониары составляет 92 344 человека. Это делает Хониару самым густонаселенным городом на Соломоновых островах. Это также самый быстрорастущий населенный пункт на Соломоновых островах. Население довольно молодое; примерно 50% жителей Хониары моложе 30 лет.
В городе проживают в основном меланезийцы. Официальный язык — английский, но большинство жителей говорит на соломонском пиджине — креольском языке, развившемся из пиджина бичламар, который в свою очередь сложился на основе английского языка. Хониара является преимущественно христианской и из религиозных организаций имеется штаб-квартира англиканской церкви провинции Меланезия, Римско-католическая архиепархия, Евангелическая церковь Южных морей (пятидесятники), Объединенная Церковь в Папуа—Новой Гвинее и на Соломоновых островах, Церковь адвентистов седьмого дня и другими христианскими церквями.

## Политика
Хониара разделена на три парламентских округа, избирающих трёх из 50 членов национального парламента. Эти округа (Восточная, Центральная и Западная Хониара) являются тремя из шести округов в стране, в которых проживает более 10 000 избирателей. Восточная Хониара, с электоратом 30 049 человек в 2006 году, является единственным округом в стране с более чем 20 000 избирателей. Последние парламентские выборы были в 2019 году.

## Административное деление
Национальный столичный регион Хониара подразделяется на следующие районы, перечисленные с запада на восток:
| \| Район \| ИР1 \| Площадь км2[30] \| Население 2010 \| Плостность населения, чел/км2 \| \| ---------------- \| --- \| --------------- \| -------------- \| ----------------------------- \| \| Нггоси \| WH \| 3,80 \| 10062 \| 2651 \| \| Мбумбуру \| WH \| 1,22 \| 3625 \| 2960 \| \| Роув – Ленгакики \| WH \| 0,96 \| 2613 \| 2719 \| \| Круз \| CH \| 0,27 \| 232 \| 846 \| \| Вавея \| CH \| 1,51 \| 6969 \| 4611 \| \| Вухокеса \| CH \| 0,30 \| 1197 \| 4014 \| \| Матанико \| CH \| 0,84 \| 4343 \| 5197 \| \| Колайа \| CH \| 4,87 \| 10151 \| 2086 \| \| Кукум \| EH \| 0,33 \| 1835 \| 5524 \| \| Наха \| EH \| 0,08 \| 356 \| 4565 \| \| Вура \| EH \| 2,21 \| 9096 \| 4123 \| \| Панатина \| EH \| 6,99 \| 14103 \| 2018 \| \| Хониара \| 3 \| 23,37 \| 64609 \| 2765 \| | 1 Избирательный Район: WH Западная Хониара CH Центральная Хониара EH Восточная Хониара |             |                |                               |
| Район | ИР1                                                                                    | Площадь км2 | Население 2010 | Плостность населения, чел/км2 |
| Нггоси | WH                                                                                     | 3,80        | 10062          | 2651                          |
| Мбумбуру | WH                                                                                     | 1,22        | 3625           | 2960                          |
| Роув – Ленгакики | WH                                                                                     | 0,96        | 2613           | 2719                          |
| Круз | CH                                                                                     | 0,27        | 232            | 846                           |
| Вавея | CH                                                                                     | 1,51        | 6969           | 4611                          |
| Вухокеса | CH                                                                                     | 0,30        | 1197           | 4014                          |
| Матанико | CH                                                                                     | 0,84        | 4343           | 5197                          |
| Колайа | CH                                                                                     | 4,87        | 10151          | 2086                          |
| Кукум | EH                                                                                     | 0,33        | 1835           | 5524                          |
| Наха | EH                                                                                     | 0,08        | 356            | 4565                          |
| Вура | EH                                                                                     | 2,21        | 9096           | 4123                          |
| Панатина | EH                                                                                     | 6,99        | 14103          | 2018                          |
| Хониара | 3                                                                                      | 23,37       | 64609          | 2765                          |

## Экономика и туризм
Хониара является плацдармом Соломоновых островов для приезжающих туристов. Туристический офис страны, Бюро посетителей Соломоновых островов, находится на главной улице Хониары — Мендана-авеню. Расположенный между яхт-клубом и отелем Solomon Kitano Mendana, его сотрудники предоставляют туристическую информацию и могут заранее сообщать по радио о прибытии посетителей в гостевые дома в отдалённых районах. Банки Хониары включают BSP Bank, ANZ Bank, BRED Bank и POB Bank. Якорные стоянки доступны в порту Хониара как для национальных, так и для международных судов.
Насилие, охватившее Хониару и острова с конца 1990-х годов, оказало разрушительное воздействие на экономику из-за того, что многие туристические организации по всему миру предупреждали туристов, желающих посетить острова, держаться подальше, особенно в 2002 и 2003 годах на пике неприятностей. В 1998 году страна заработала около 13 миллионов долларов от туризма и всего 629 000 долларов в 1999 году, что соответствует средним расходам за одно посещение всего 254 доллара США (около 35 долларов США в день). В 1999 году туризм в городе и стране составлял всего 4,38% от общего ВВП.

## Культурное значение

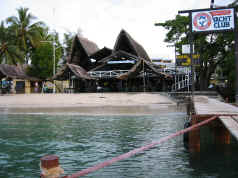
Вид на пристань Пойнт-Круз

Культурным центром столицы Соломоновых Островов является пристань Пойнт-Круз. По мнению историков, это именно то место, где испанцы впервые высадились на берег и установили крест. Среди архитектурных достопримечательностей столицы особого внимания заслуживают здание парламента, здание международного аэропорта, Национальный музей, Ботанический сад. Ценность для туристов в первую очередь представляет подводный мир, окружающий остров. В прибрежных водах любители дайвинга обнаружат множество затонувших кораблей и сотни мест падения самолётов периода Второй мировой войны.

## Города-побратимы
- Вануату — Люганвиль[33]
- Австралия — Маккай[34]